# Detenzione di Mark Bernštėjn

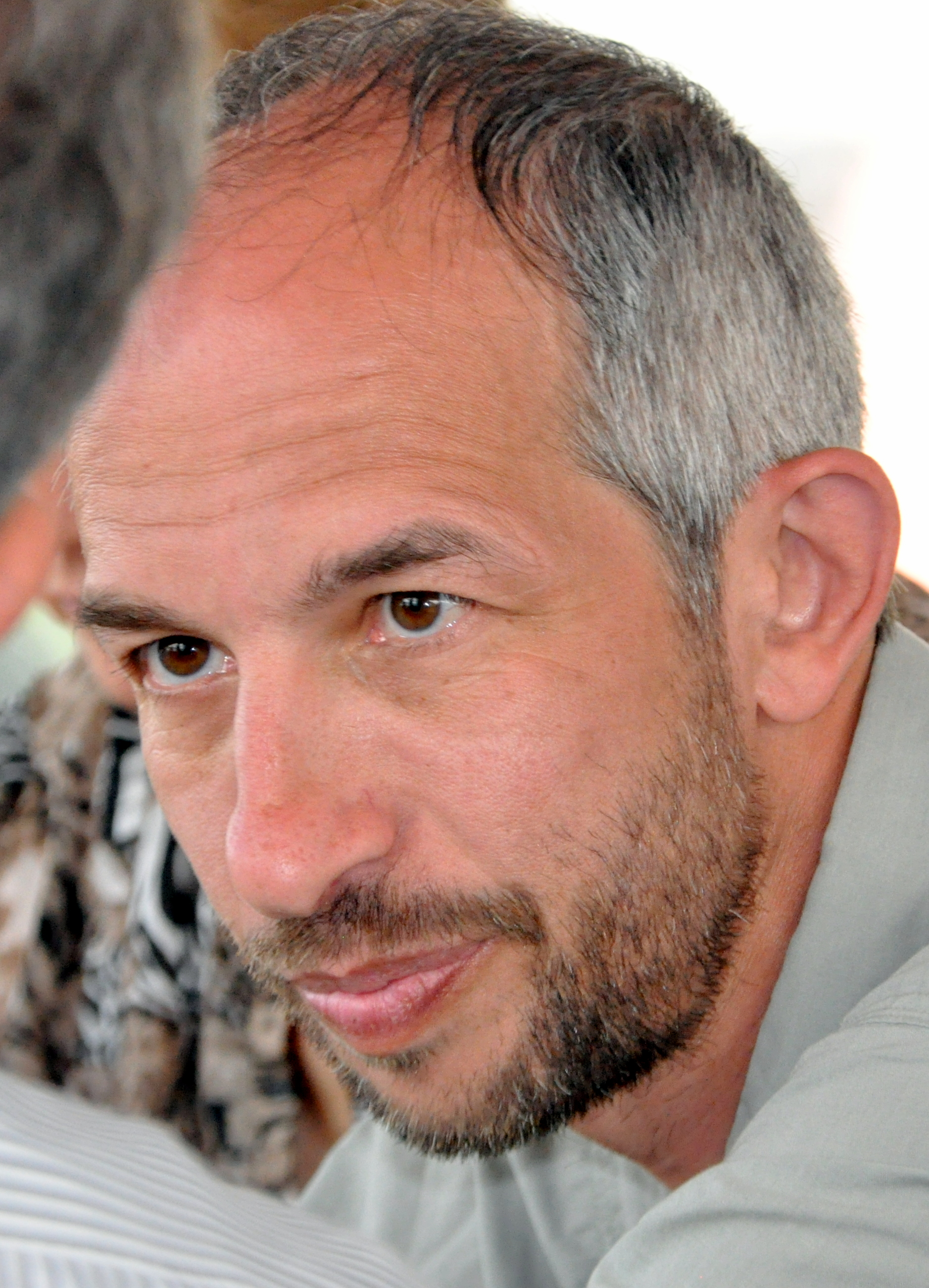
Mark Bernštėjn nel 2013.

L'arresto e la successiva detenzione di Mark Bernštėjn è un avvenimento accaduto l'11 marzo 2022 in Bielorussia, ai danni del noto blogger bielorusso Mark Bernštėjn (in bielorusso Марк Ізрайлевіч Бернштэйн?, Mark Izrajlevič Bernštėjn; nato a Minsk nel 1965), collaboratore della Wikipedia in russo con lo pseudonimo di Pessimist2006.
Il blogger è stato arrestato dalle forze di sicurezza bielorusse del GUBOPiK nel marzo 2022. Nonostante la sua iniziale detenzione di 15 giorni fosse stata motivata, stando a quanto dichiarato dalle autorità, dall'aver disobbedito a un ordine legittimo di un agente di polizia nell'esercizio delle sue funzioni, si ritiene che tale arresto fosse in realtà collegato alla nuova legge russa sulla divulgazione di informazioni false inerenti l'invasione russa dell'Ucraina del 2022 attraverso Wikipedia. Al termine dei 15 giorni, Mark Bernštėjn non è stato rilasciato e l'accusa è stata mutata in organizzazione e preparazione di azioni volte a minare gravemente l'ordine pubblico.

## Wikipedia

### Contribuzione
Mark Bernštėjn è attivo su Wikipedia russa dal 2009 e risulta esserne uno dei cinquanta contributori più prolifici, con oltre 200 000 contributi al suo attivo.
In un'intervista, Bernštėjn ha dichiarato di ritenere che il suo miglior articolo su Wikipedia nel 2009 fosse quello relativo alla censura in Unione Sovietica, una voce supportata da circa 250 fonti. All'epoca fu anche intervistato, in qualità di esperto, da Deutsche Welle per avere suoi commenti sul progetto bielorusso di Wikipedia, che esiste in due versioni grammaticali, Taraškievica e Narkamaŭka.

### Detenzione
Quando alcuni utenti della Wikipedia russa hanno affermato che il nome "invasione russa dell'Ucraina" violasse la politica di Wikipedia di presentare le informazioni da un punto di vista neutrale, Bernštėjn ha affermato: "Le truppe russe hanno invaso il territorio dell'Ucraina. È solo un dato di fatto, non un punto di vista".
Il 10 marzo 2022, in un gruppo Telegram di propaganda russa, l'utente Mrakoborets ha pubblicato informazioni private su Bernštėjn, accusandolo di aver violato una nuova legge russa contro la pubblicazione di fake news. In particolare, Bernštėjn era accusato di aver infranto tale legge con alcune modifiche a voci di Wikipedia inerenti l'invasione russa dell'Ucraina scattata il 24 febbraio 2022.
L'11 marzo 2022, GUBOPiK, la direzione principale bielorussa per la lotta alla criminalità organizzata e alla corruzione, ha arrestato Bernštėjn a Minsk. Su alcuni canali Telegram filogovernativi è stata pubblicata una registrazione video dell'arresto di Bernštėjn accompagnato da nuove accuse di diffusione di false informazioni "anti-russe". Il 12 marzo 2022, il blogger è stato condannato a 15 giorni di detenzione per "disobbedienza a un ordine legittimo o richiesta di un funzionario" (articolo 24.3 del Codice amministrativo della Bielorussia).
Il 26 marzo 2022, il quotidiano bielorusso Naša Niva ha riferito che Bernštėjn non era stato rilasciato dopo 15 giorni dall'arresto e che l'accusa a suo carico era divenuta quella di "organizzazione e preparazione di azioni che violano gravemente l'ordine pubblico, o di partecipazione attiva ad esse" (articolo 342.1 del codice penale della Bielorussia ). In una dichiarazione congiunta di sette organizzazioni, tra cui il Viasna Human Rights Center, datata 29 marzo 2022, Bernštėjn è stato riconosciuto come prigioniero politico.

### Reazioni all'arresto
L'11 marzo 2022, la Wikimedia Foundation, ossia la fondazione senza fini di lucro che gestisce Wikipedia e altri progetti Wikimedia, ha dichiarato in risposta a un'indagine sulla detenzione di Bernštėjn che i "team Trust and Safety e Human Rights [stavano] monitorando la crisi in corso in Ucraina ed [erano] in stretto contatto con le comunità [Wikimedia] nella regione per garantire la loro sicurezza e rispondere ai loro bisogni".